# 晁直
晁直（あさなお、1981年7月12日 - ）は、日本のドラマーである。ロックバンド・lynch.のドラムス担当。

## 人物
- 2004年8月 玲央に声をかけられlynch.を結成する

- 愛称は「あさぬ」。
- 強面であるが大の猫好きで、喋り方はおっとりしている。腕にはアフロ犬の刺青が入っている。
- どちらかというと音楽に目覚めなかったと言うが、2000年前後のラウドロックには凄く驚愕し刺激を受けたとのこと。スタティック-X、エルヴェイティ、WATCHAなどのバンドを好む。また、GLAYやTOKIOのファンで度々Twitterで話題にしている。
- 葉月とは対照的に長めの曲を好む傾向があり、「EXODUS」のアレンジを決める際、曲を短くするか長くするかで葉月と意見が相違した。
- lynch.の物販グッズのデザイナー、プロデューサーであり、老舗シルバー工房「BIGBLACKMARIA」とコラボレーションしたプライベートブランドAN OVERLAYを立ち上げた。

## 演奏スタイル
- パワーヒッターというよりは手数の多いテクニカルなプレイで魅せるドラマー。インディーズ時代は意図して無機質で淡々としたプレイを好んでいたが、次第にアグレッシブなプレイをするようになっていった。
- 付け焼き刃的なスキルではなく、本質的に優れたドラマーだということで玲央によってlynch.に勧誘され加入した。玲央曰く、元々ハードコア、ミクスチャー畑で活動しており、ブラストビートなんかも得意であるとのこと。

## 参加ライブ
- ALL TOMORROW’S PARTY 2019 - deadmanのサポートドラム
- SHINJUKU LOFT KABUKI-CHO 20TH ANNIVERSARY「till dawn」 - deadmanのゲストミュージシャン